# Rachid Muratake
Rachid Muratake (村竹ラシッド?, Muratake Rachid; Matsudo, 6 febbraio 2002) è un ostacolista giapponese.

## Biografia
Nato a Matsudo in Giappone da padre togolese e madre giapponese
Partecipa ai Giochi Olimpici di Parigi 2024 giungendo 5° nei 110 metri ostacoli.

## Record nazionali
Seniores
- 110 metri ostacoli : 13"04 ( Kumagaya, 16 settembre 2023)[3]

Juniores
- 60 metri ostacoli indoor (99,0 cm): 7"61 ( Osaka, 1º febbraio 2020)

## Progressione

### 110 metri ostacoli
| Stagione | Misura | Luogo    | Data      | Rank. Mond. |
| -------- | ------ | -------- | --------- | ----------- |
| 2025     | 12"92  | Fukui    | 15-8-2025 |             |
| 2024     | 13"07  | Niigata  | 30-6-2024 |             |
| 2023     | 13"04  | Kumagaya | 16-9-2023 |             |
| 2022     | 13"27  | Osaka    | 11-6-2022 |             |
| 2021     | 13"28  | Osaka    | 26-6-2021 |             |
| 2020     | 13"61  | Niigata  | 2-10-2020 |             |
| 2019     | 13"98  | Chiba    | 22-6-2019 |             |
| 2018     | 14"43  | Ise      | 6-8-2018  |             |

## Palmarès
| Anno | Manifestazione      | Sede   | Evento   | Risultato | Prestazione | Note  |
| ---- | ------------------- | ------ | -------- | --------- | ----------- | ----- |
| 2022 | Mondiali            | Eugene | 110 m hs | Batteria  | 13"73       |       |
| 2024 | Olimpiade           | Parigi | 110 m hs | 5º        | 13"21       | [ 4 ] |
| 2025 | Campionati asiatici | Gumi   | 110 m hs | Oro       | 13"22       |       |

## Campionati nazionali
- 1 volta campione nazionale giapponese dei 110 metri ostacoli (2024)

2022
- Argento ai campionati giapponesi indoor (Osaka), 60 m hs - 7"63
- Argento ai campionati giapponesi (Osaka), 110 m hs - 13"31

2024
- Oro ai campionati giapponesi (Niigata), 110 m hs - 13"07

## Altre competizioni internazionali
2023
- 5º al Xiamen Diamond League ( Xiamen), 110 m hs - 13"19

2024
- ritirato al Meeting de Paris ( Parigi), 110 m hs
- 6º al Weltklasse Zürich ( Zurigo), 110 m hs - 13"20

2025
- Argento al Xiamen Diamond League ( Xiamen), 110 m hs - 13"14
- Argento al Shanghai Diamond League ( Shaoxing), 110 m hs - 13"10